# HD 204041
HD 204041，又名BD-00 4215，SAO 126789、HR 8203，是一颗恒星，视星等为6.46，位于銀經53.47，銀緯-33.44，其B1900.0坐标为赤經21h 20m 44.3s，赤緯+0° -33.44′ 8″。